# Château de la Hallière
Le château de la Hallière est situé sur la commune de Digny, dans le département français d'Eure-et-Loir. Il jouxte le manoir du Romphaye dont il a partagé l'histoire. Si celui-ci a gardé son aspect d'origine, le manoir de la Hallière a fait place à un château dans le goût du XVIIIe siècle, avec des remaniements sous la Restauration.

## Description

### Le château

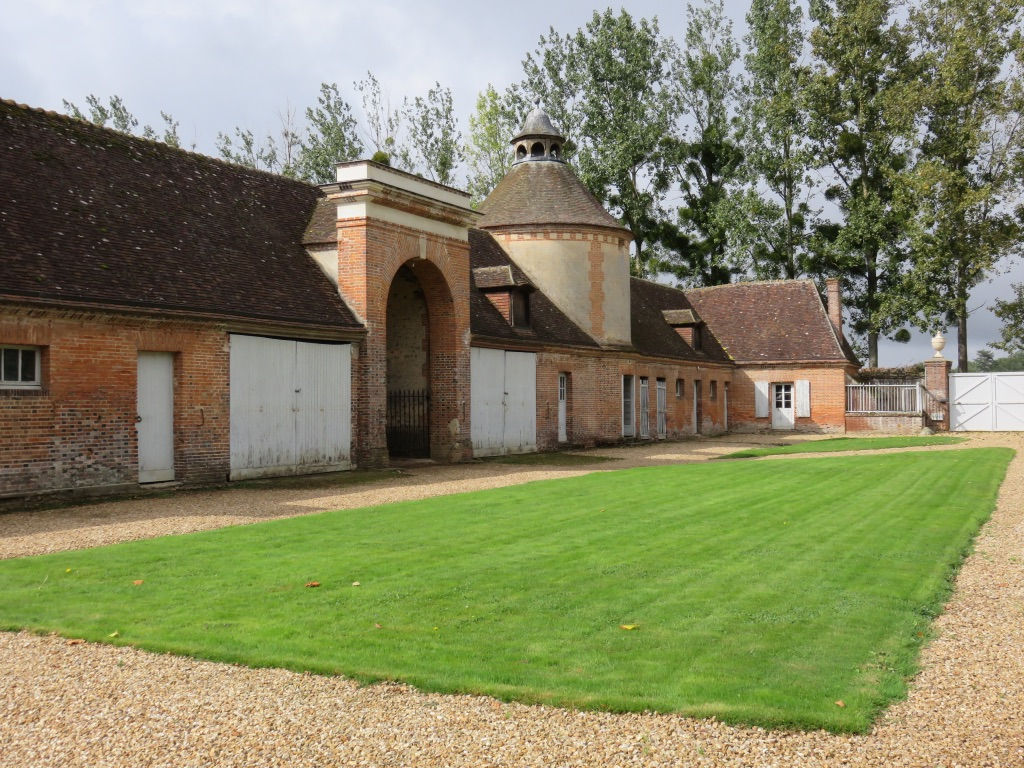
Les communs et le colombier.

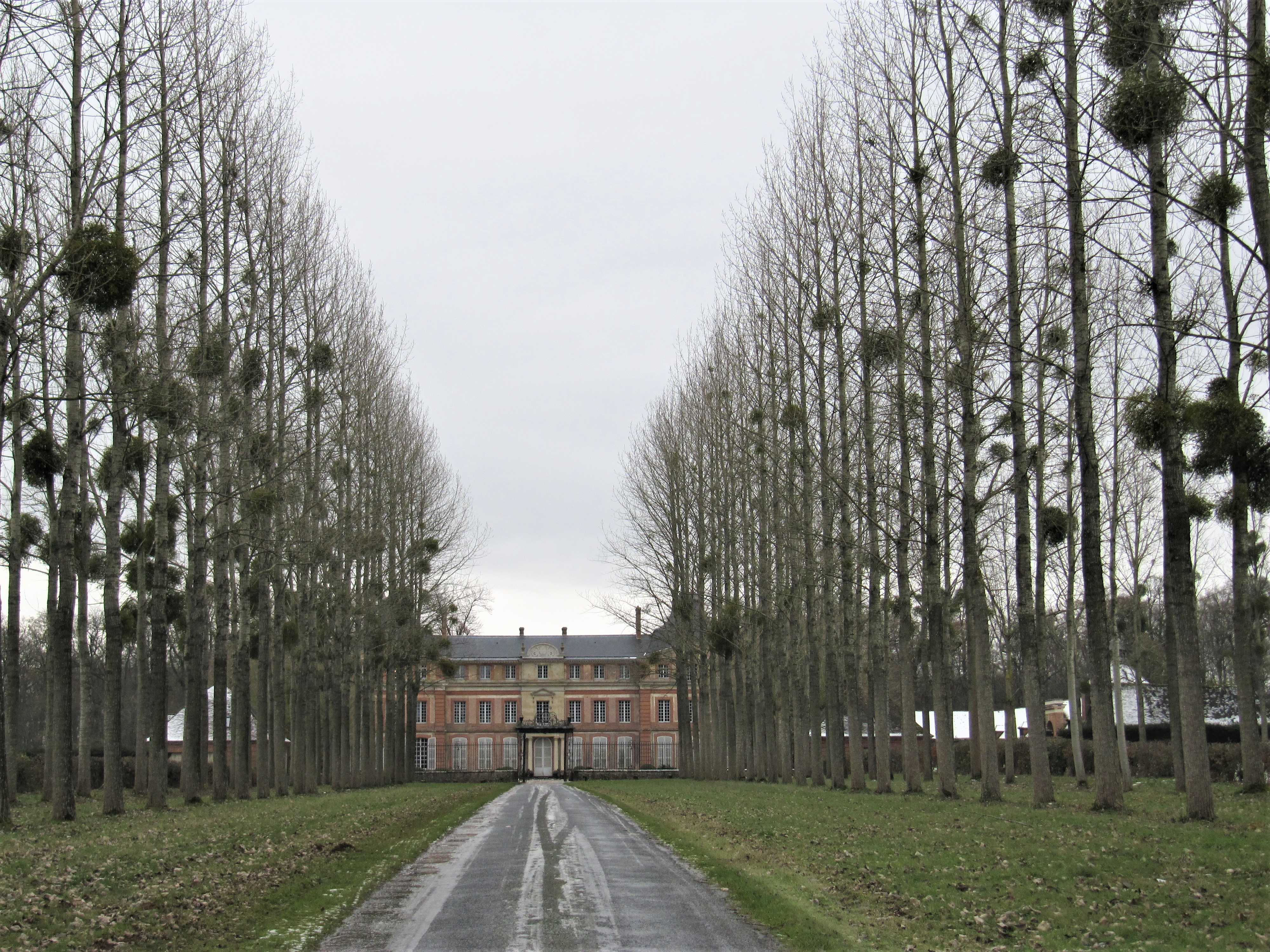
La grande allée menant au château (à partir de la route de Digny au Mans).

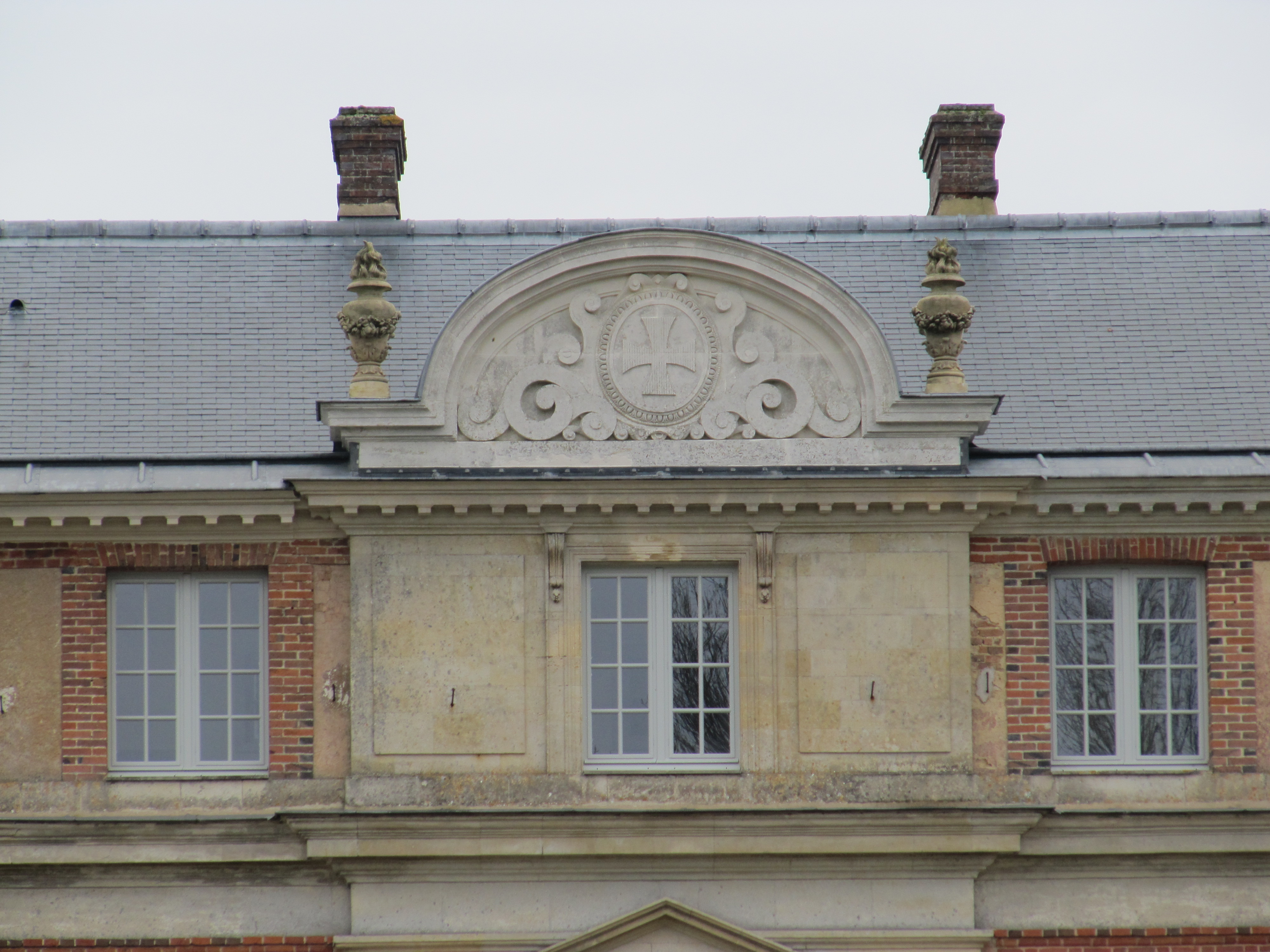
Fronton en pierre décoré du blason.

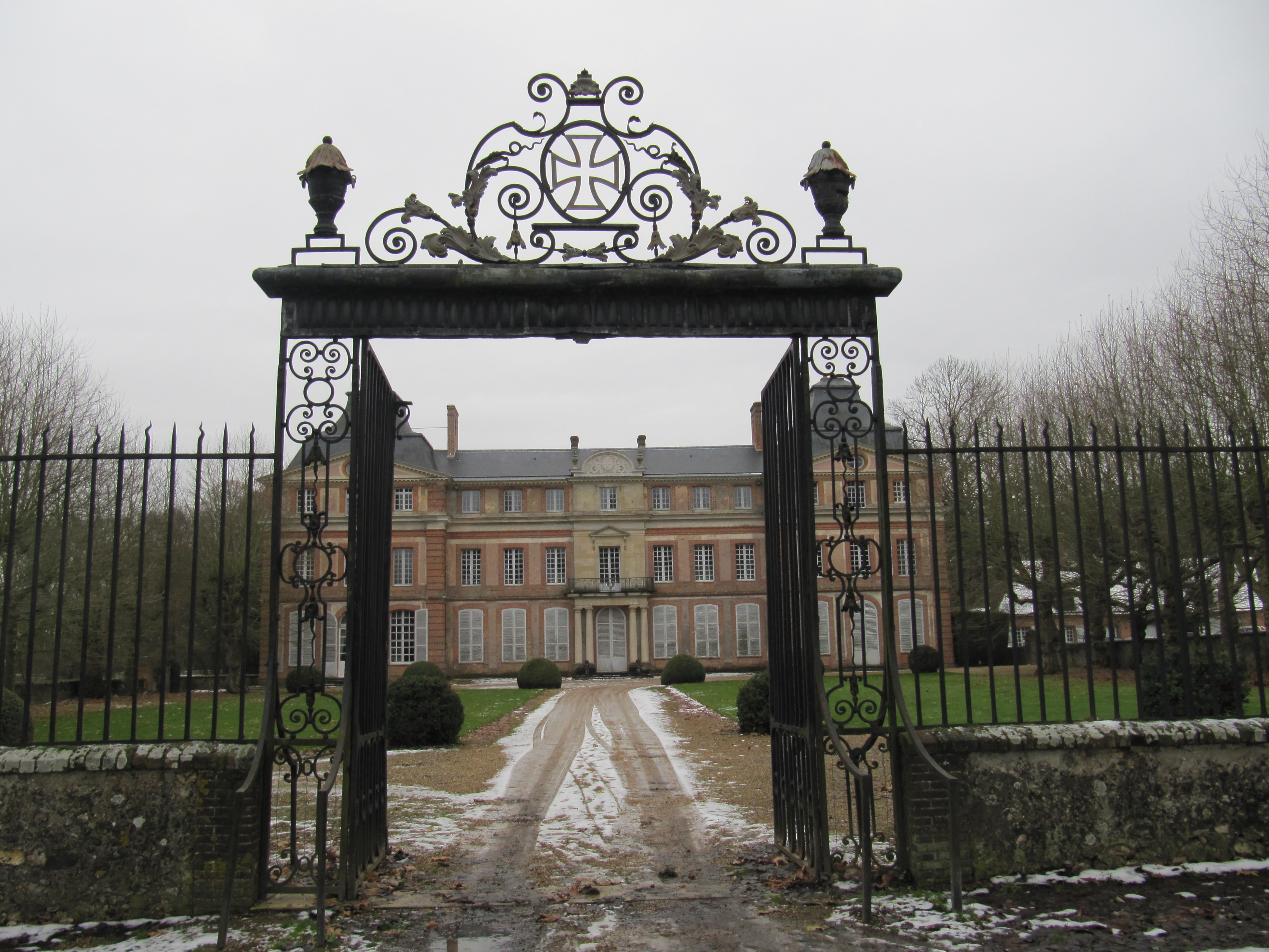
La grille d'entrée surmontée de la croix pattée.

En 1772, le château n'est qu'une maison seigneuriale comportant deux chambres basses et deux chambres hautes avec leur cabinet, une grande cuisine, deux offices et une laiterie. Un puits à l'extérieur dessert la cuisine. Les communs se composent d'une écurie, d'une bergerie, d'une grange, d'une étable et d'un logis pour le fermier. La cour est belle, avec son grand portail flanqué de deux tours servant de colombier, le tout est entouré de fossés d'eau et un vivier fait face aux grandes portes.
Après 1781, ce logis seigneurial et une des tours-pigeonniers sont démolis. La construction du nouveau château est confiée à un maître d'œuvre chartrain, sauf que le commanditaire n'est pas M. Testu de Balincourt, comme il a été souvent affirmé, mais un certain Dupont. Le château tel qu'il existe actuellement est construit vers 1785. Le rez-de-chaussée comporte alors la cuisine avec son office ainsi qu'une salle faisant fonction de garde-manger. À la suite, la salle à manger et le salon d'où part un escalier dérobé qui mène à une des deux chambres à coucher du premier étage. Contiguës au salon, deux chambres avec cabinet de toilette, bénéficiant à la fois d'une vue sur la cour et sur le jardin. Enfin tout au bout, une salle de billard donnant sur la basse-cour. À l'étage, plusieurs vastes chambres : à l'entrée du corridor près de l'escalier, la chambre jaune, une grande chambre à alcôve, une pièce destinée à faire chapelle et au bout du corridor, les chambres de Monsieur et de Madame avec cabinet de toilette et garde-robe, le tout éclairé par onze croisées auxquelles s'ajoutent diverses petites chambres de domestiques. Au deuxième étage, une enfilade de pièces desservies par un corridor.
L'avis d'adjudication de la Hallière en janvier 1791 en fait la description suivante : «Très beau château bâti à neuf, composé d'un rez-de-chaussée, premier étage, second étage, lambrissé, le tout distribué en un vestibule, salle à manger, salon de compagnie, cuisine, office, huit à dix appartements de maître, cabinets, garde-robes, chambres de domestiques, greniers et caves, une belle avenue ayant deux contre-allées fermées par une grande grille de fer, parterre derrière le château avec des fossés remplis d'eau, d'un côté de l'avenue, logement du jardinier avec un grand jardin potager planté d'arbres fruitiers en rapport, de l'autre côté, logis du garde avec écurie, basse-cour, garenne, parc avec pièce d'eau, une ferme bâtie à neuf attenant la garenne... »
Le château est inscrit en tant que monument historique depuis le 19 avril 1972. La notice signale des boiseries Louis XVI au rez-de-chaussée  et des panneaux peints au chinois, à fond vert d'eau, dans le petit salon hexagonal.
Extérieurement, le château est constitué d'un grand corps central à trois niveaux, en brique rose. L'avant-corps central en pierres de taille a été remanié sous la Restauration. Il est étroit et limité à la travée axiale, il dispose d'un balcon au premier étage, soutenu par des colonnes jumelées. Mais surtout, le blason de la famille du Tillet, une croix pattée inspirée de la croix de Malte, a été ajouté sur le fronton et sur la grille d'entrée. Les deux pavillons latéraux en saillie sont surmontés d'un fronton percé d'un oculus, lui-même surmonté d'un toit au profil inhabituel : toit à la Mansart avec au-dessus une sorte de dôme à pans concaves. La façade arrière est plus simple. Quant à la cour d'honneur, délimitée par une grille de  fer forgé, elle est encadrée par deux pavillons carrés coiffés  d'une pittoresque toiture pyramidale. Sur la droite, les communs forment un bâtiment bas et long d'où émerge un colombier surmonté d'un lanternon, à côté d'un porche en plein cintre qui sert d'entrée à la basse-cour. Une chapelle privée a été construite vers 1887 ainsi qu'une orangerie vers 1889.

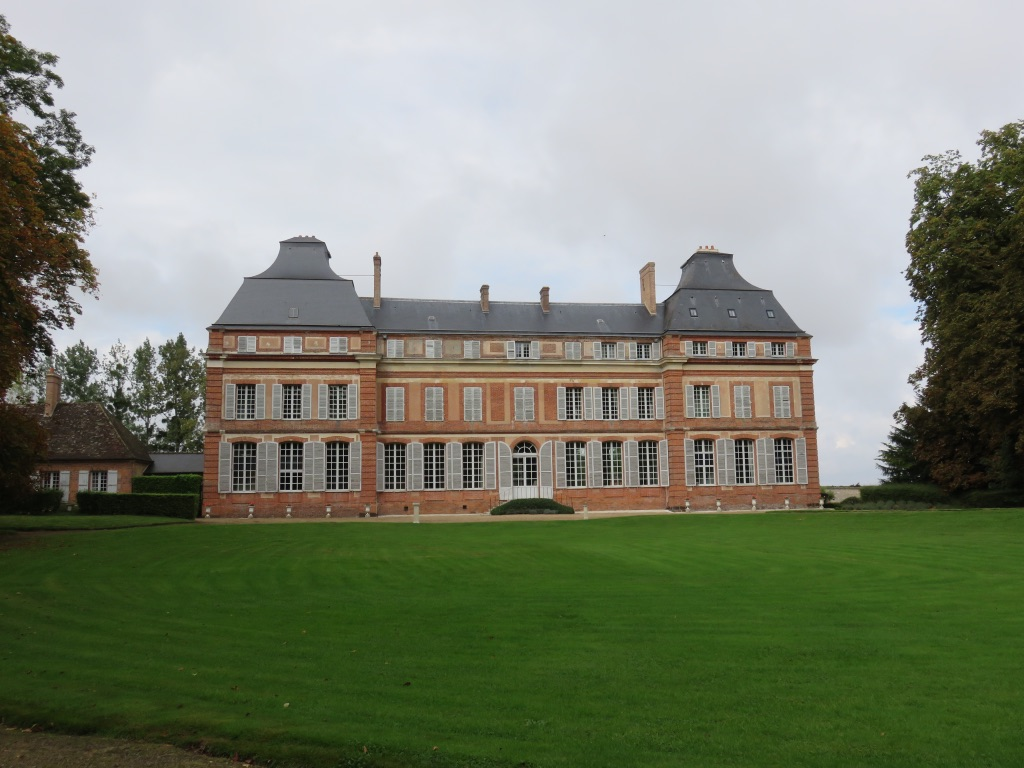
Façade arrière du château.

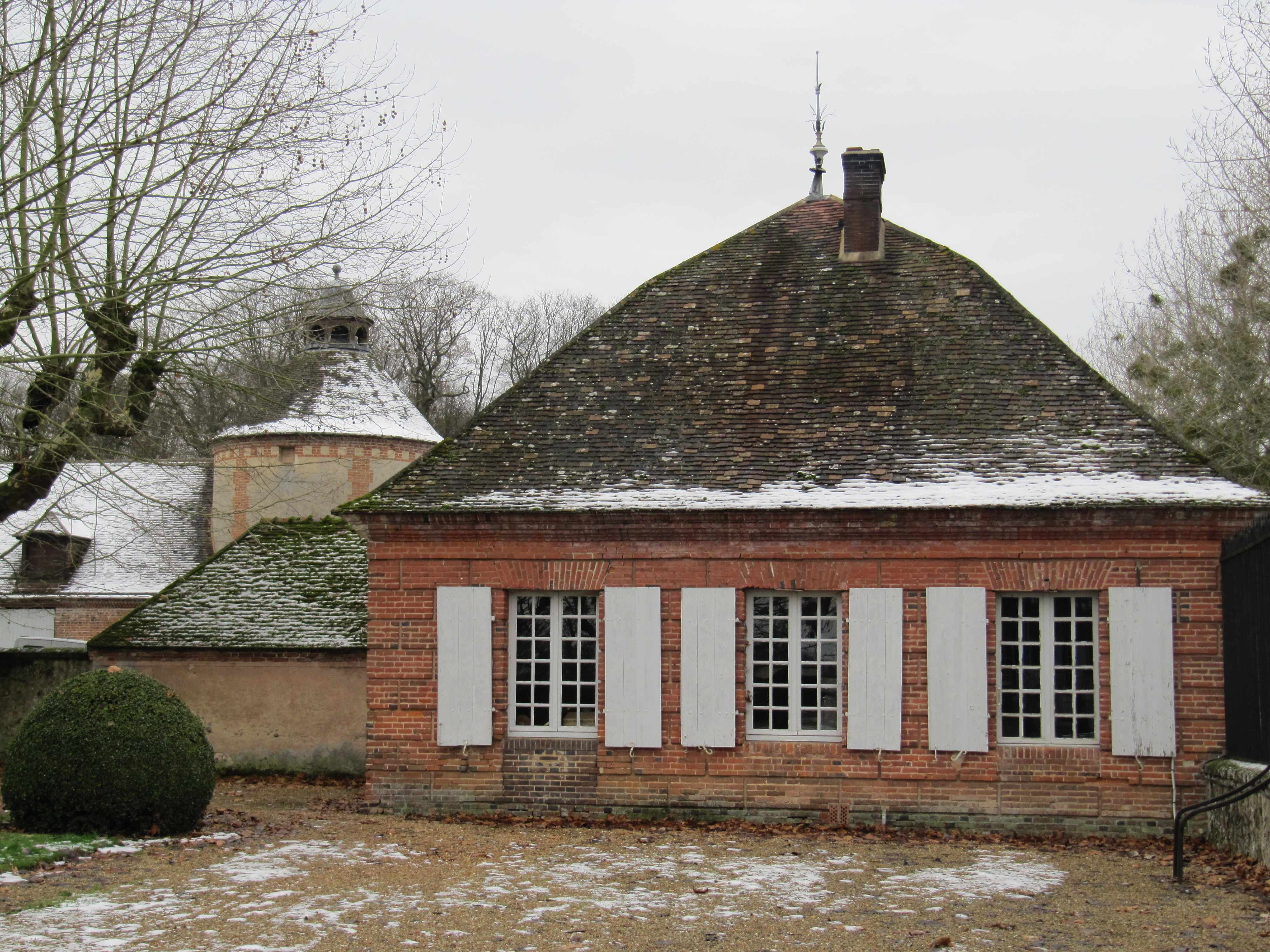
Pavillon de droite.

### La Hallière sur les cartes et plans anciens
La Hallière relève sous l'Ancien Régime de la généralité d'Alençon, élection de Verneuil, bailliage de Châteauneuf-en-Thymerais, diocèse de Chartres. Elle est rattachée au fief de Beaussart, localité qui correspond actuellement à Boussart, près de Senonches. Située au sud-ouest de Digny, elle est à six lieues de Chartres et vingt-neuf lieues de Paris, ce qui explique que les propriétaires ont eu souvent leur résidence principale à Chartres ou à Paris.
Sur les cartes de Cassini élaborées au XVIIIe siècle, la représentation du relief est rudimentaire tandis que la signalisation des villages et lieux-dits est détaillée. Au sud-ouest du grand chemin de Paris au Mans qui traverse Digny sont signalés le moulin, le manoir du Romphaye et la Hallière. Sur la planche de l'atlas de Trudaine consacré aux grandes routes du royaume, il n'est pas étonnant que la Hallière soit à peine visible dans le coin supérieur gauche puisque le domaine est en retrait de la route. Cependant le bâti du château est bien matérialisé. Le plan suivant est nettement plus détaillé puisqu'il s'agit de résoudre en 1781 le litige qui oppose le chapitre de Saint-Martin de Tours au marquis Jean-Joseph de Laborde, propriétaire depuis le 21 juin 1764 du comté de la Ferté-Vidame, de la seigneurie de Beaussart et du vidamé de Chartres. Il a été tracé par Pierre-Jacques Tastemain, notaire à Digny, arpenteur puis maire au début de la Révolution. La parcelle n°1 est notée comme étant l'emplacement de l'ancien château avec sa basse-cour, son colombier et son parterre, l'ensemble faisant 200 perches. Enfin sur le cadastre napoléonien de 1812, le nouveau château  apparaît sous sa forme actuelle et avec ses dépendances. Il a gagné son indépendance par rapport au manoir du Romphaye, matérialisée par le tracé de la grande avenue rectiligne qui rejoint directement le château à la route de Digny.

La Hallière sur les cartes et plans anciens
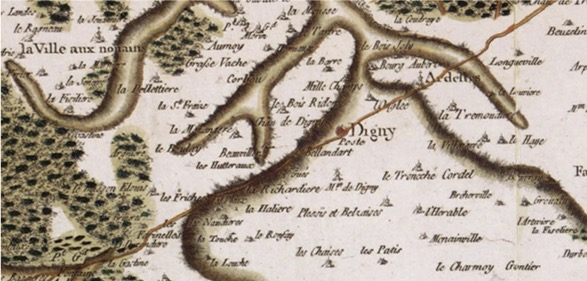
La Hallière sur la carte de Cassini, XVIIIe siècle.
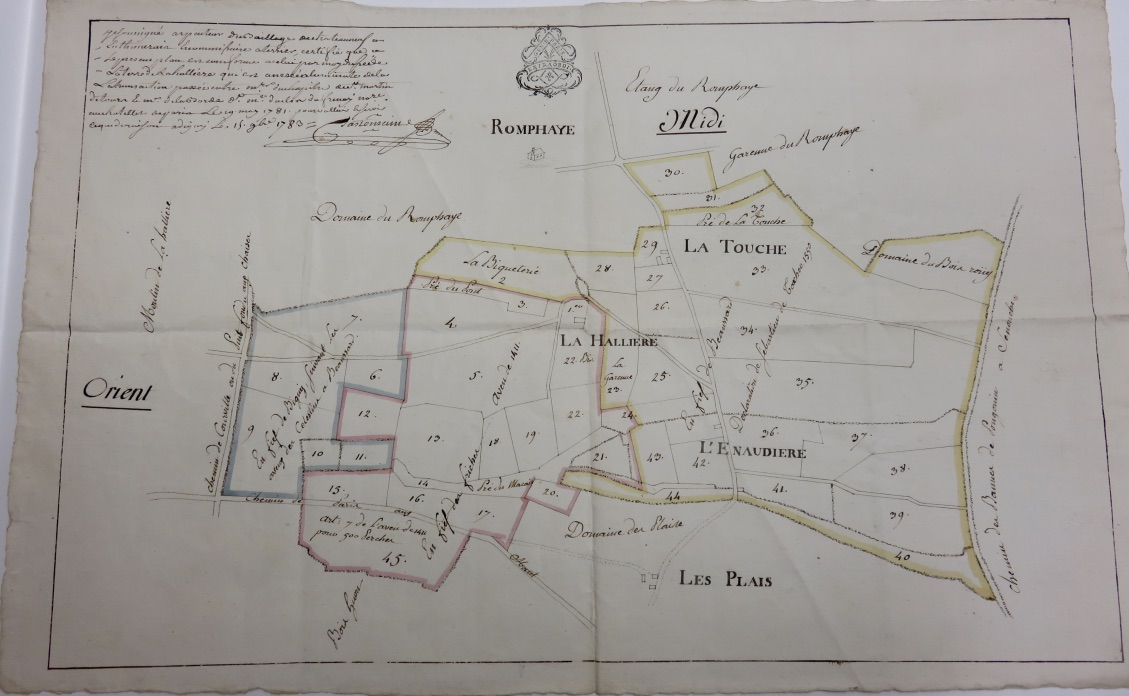
Plan de la seigneurie de la Hallière en 1781, un petit rectangle symbolise l'emplacement de l'ancien château.
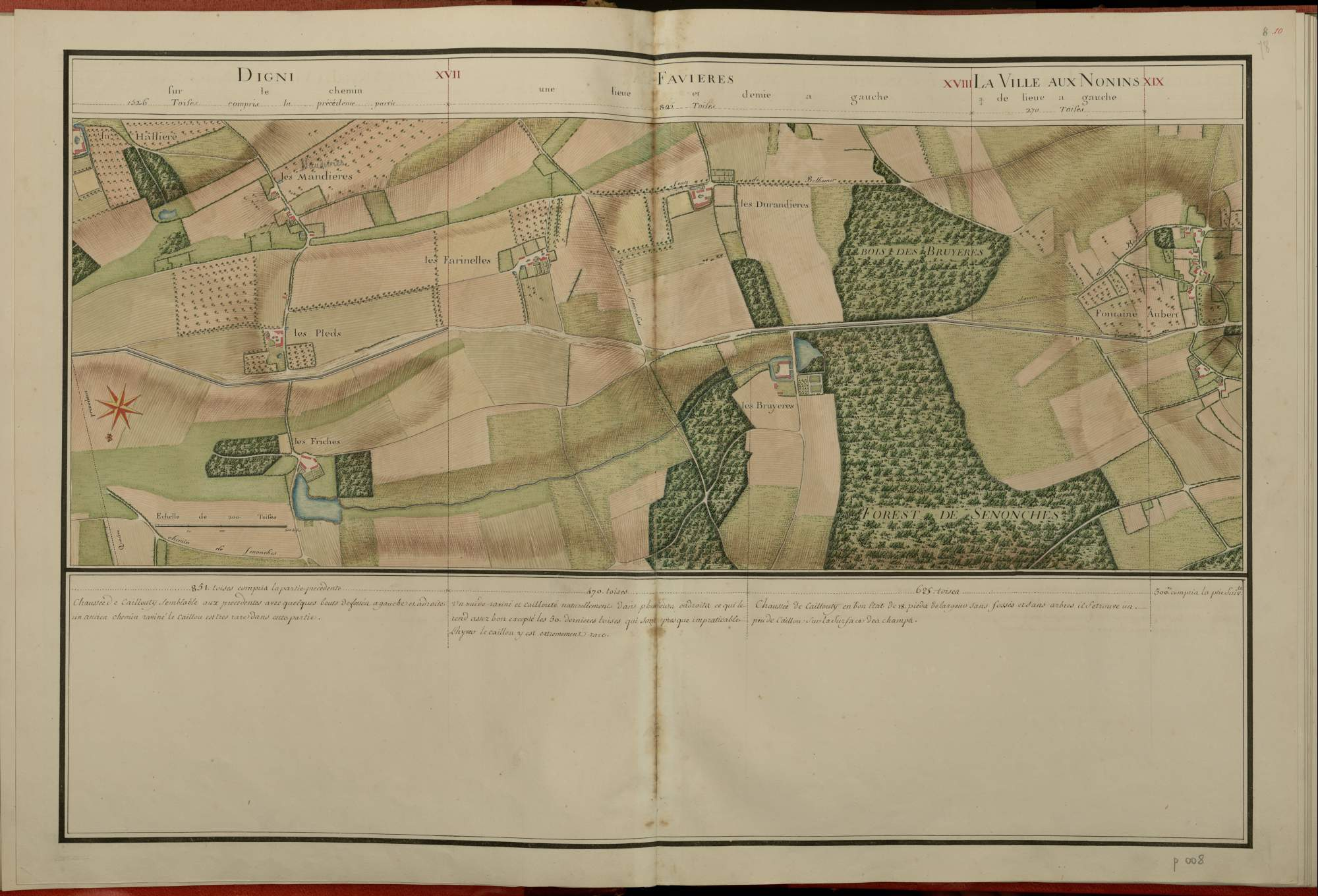
La Hallière sur l'atlas de Trudaine, XVIIIe siècle.
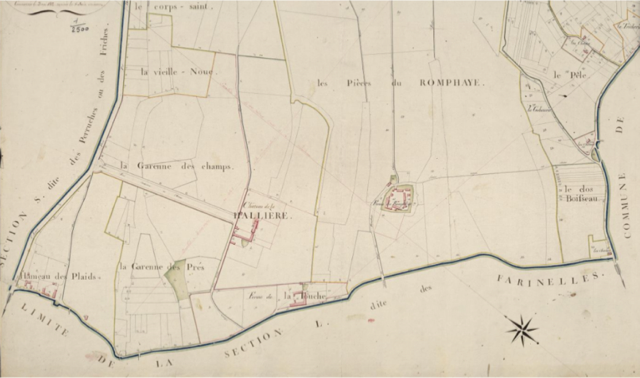
La Hallière sur le cadastre napoléonien, 1812.

## Les propriétaires de la Hallière

### Des seigneurs du XIVesiècle à ceux de la première moitié du XVIIIesiècle

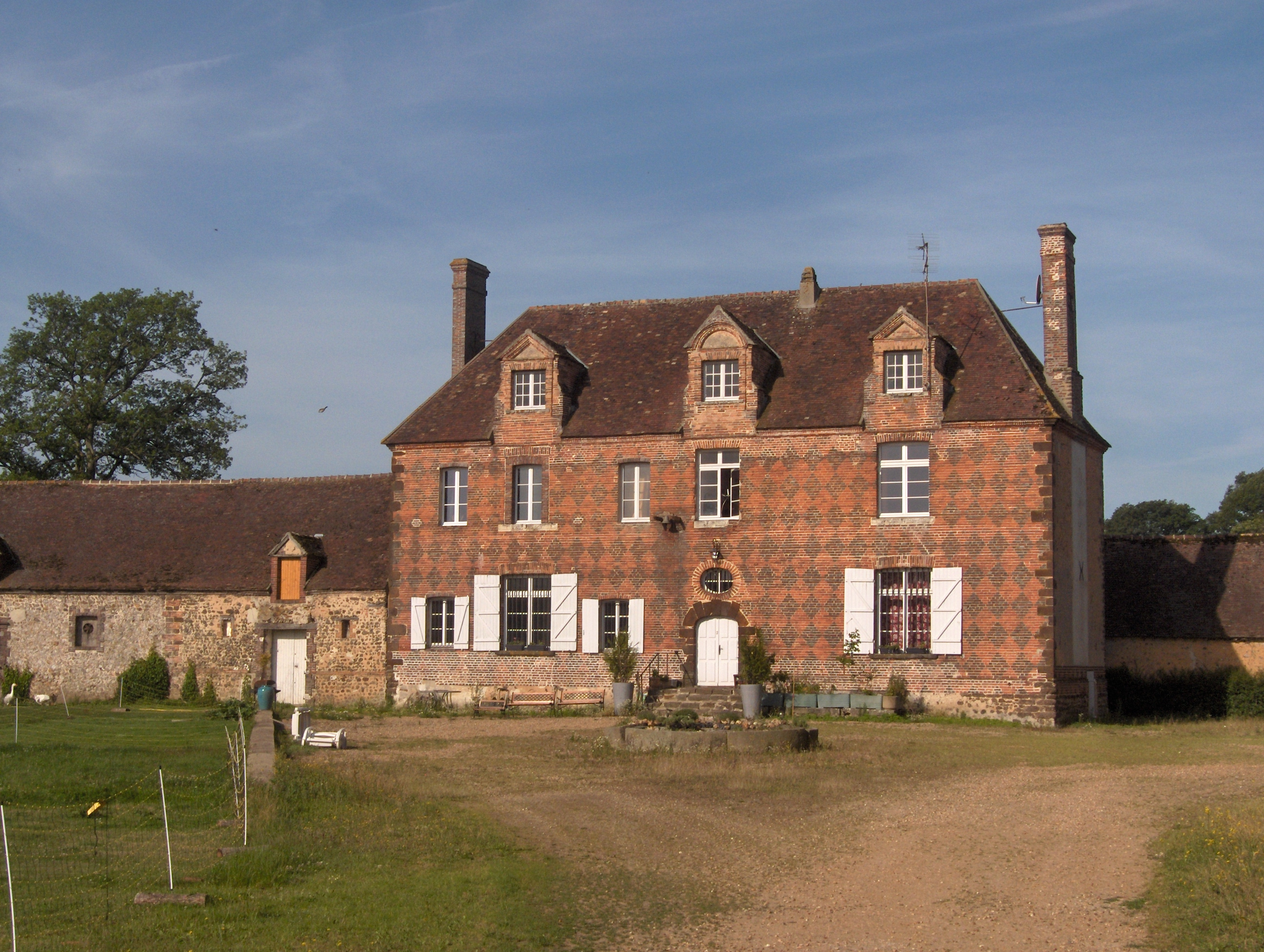
Le manoir du Romphaye.

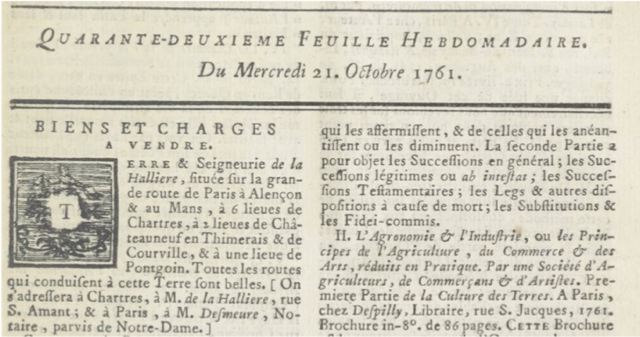
Annonce de la vente de la Hallière le mercredi 21 octobre 1761.

La seigneurie dépend à l'origine de la châtellenie de Beaussart englobant Senonches et Châteauneuf-en-Thymerais et acquise par Jean de Dreux en 1331, à la suite de son mariage. En 1480, Louis XI la cède au chapitre de Saint-Martin de Tours si bien que la majeure partie de la seigneurie de la Motte sous Digny se retrouve en possession du clergé : le chapitre de Saint-Martin de Tours, les Célestins de Paris et les dames de Belhomert.
Le fief de la Hallière et celui du Romphaye ont une histoire intimement liée. Les deux manoirs appartiennent à la famille de Tascher pendant presque deux-cents ans, du XVe siècle au XVIIe siècle. Vers 1440, Guillaume de Tascher épouse Jéhanne de Chaumont, fille de Catherine de Romphaye. Ils ont bientôt huit enfants, dont Imbert à qui échoit le Romphaye. À son décès en 1513, le domaine passe à son frère Jean tandis que le cadet Pierre reçoit la Hallière. Lui succèdent Esprit, Sébastien et Louis de Tascher (1584-1644), protestant converti au catholicisme. Faute de descendance mâle, la Hallière passe à l'époux de sa fille, Françoise de Riverain. À sa mort en 1695, elle est transmise toujours par le jeu des alliances à Jean de Bernard, capitaine d'infanterie au régiment de Bourbon. Après avoir épousé Marie-Josèphe de Riverain, le 3 février 1694, il se fixe dans la région de Chartres. En 1758, le fief manque d'être saisi sur Jean-Guillaume de Bernard, il est finalement mis en vente le 21 octobre 1761, comme l'atteste un journal d'annonces. Le 28 janvier 1762, Jean-Guillaume de Bernard, pressé par ses créanciers, abandonne tous ses droits sur la vente. Diverses enchères se succèdent dès le 3 février 1763 sur la base de 36 000 livres puis de 46 000 livres.Toutes sont remises à une date ultérieure, faute d'enchérisseur. Finalement des affiches sont imprimées à Chartres et une proclamation est faite à l'issue de la messe paroissiale à Digny et dans les paroisses environnantes. Des deux enchérisseurs, les sieurs Guillard et Dupont, c'est le dernier qui l'emporte avec son offre de 50 000 livres. La seigneurie comporte alors 420 arpents, sans compter les 130 arpents du fief de Bois-Guillaume. L'acte d'achat est signé le 18 février 1772 dans l'étude de Jean Le Roy, notaire chartrain.

### Armand Dupont

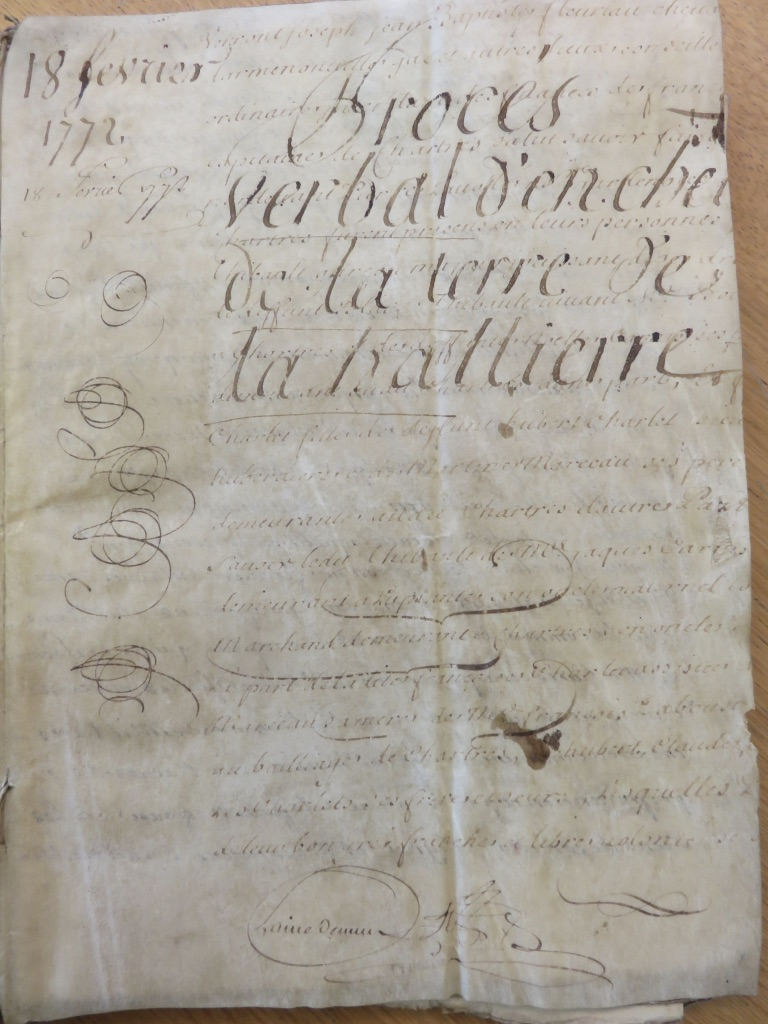
Adjudication de la Hallière à M. Armand Dupont en 1772.

Armand Dupont, devenu seigneur de la Hallière en 1772, le reste jusqu'à sa mort en 1789.
Il est roturier, fils d'un droguiste des Pyrénées. Il exerce la profession de banquier à Paris et compte parmi ses clients M. Étienne-François d'Aligre, premier Président du Parlement de Paris, auquel il sert de prête-nom lors de certains actes. Il habite à Paris un appartement rue de l'Homme-Armé et possède un immeuble de rapport, rue du Figuier, désigné comme étant «une maison composée de deux corps de logis avec boutiques, écurie et appartements sur quatre étages». Dès l'achat de la terre de la Hallière, il se fait appeler Dupont de la Hallière et pour asseoir son prestige, fait construire un château au goût du XVIIIe siècle par Moreau, maître d'œuvre chartrain. Dans son inventaire après décès figure la mention de nombreuses pièces relatives aux factures des ouvriers et fournisseurs pour la construction du château qui couvrent la période de 1785 à 1788. De temps en temps, il quitte Paris pour la Hallière, utilisant sa diligence anglaise peinte en bleu foncé et doublée de velours, tirée par ses deux chevaux hongres. Il s'endette très certainement, d'autant que la terre ne rapporte pas un gros revenu : la quarantaine de couples de pigeons indique sa petitesse. Le personnel en place est limité à Guérin, jardinier qui fait office de concierge et Branssier, garde-chasse. Ils habitent avec leur famille dans les pavillons à l'entrée. Le bail de la ferme est détenu depuis 1786 par le laboureur Jean Leroy. Le seigneur de la Hallière ne profite pas de son château puisqu'il décède le 7 juin 1789 dans un appartement garni de la rue de Calais, à Belleville, à l'âge de 63 ans. A l'annonce de son décès, soixante-deux créanciers se font connaître : parmi eux, les Bernard de Carbonnières, un peintre-vitrier de Châteauneuf qui a effectué quelques travaux au château mais aussi M. Pierre Moreau de Mersan, avocat et procureur au Parlement de Paris, et bien sûr M. d'Aligre. Les héritiers d'Armand Dupont, ses frères, chargent le Châtelet de Paris de procéder aux scellés et de satisfaire les créanciers. Les scellés sont posés à Belleville, à Paris et au château. On procède rue du Figuier au recouvrement des loyers et on donne congé aux locataires. La maison est vendue 63 000 livres. Le château est mis en vente par adjudication dès le 24 octobre au Châtelet de Paris.

Constitution en 1778 d'une rente viagère par le Prince et la Princesse de Guémené au profit d'Armand Dupont de la Hallière qui sert de prête-nom à M. d'Aligre.
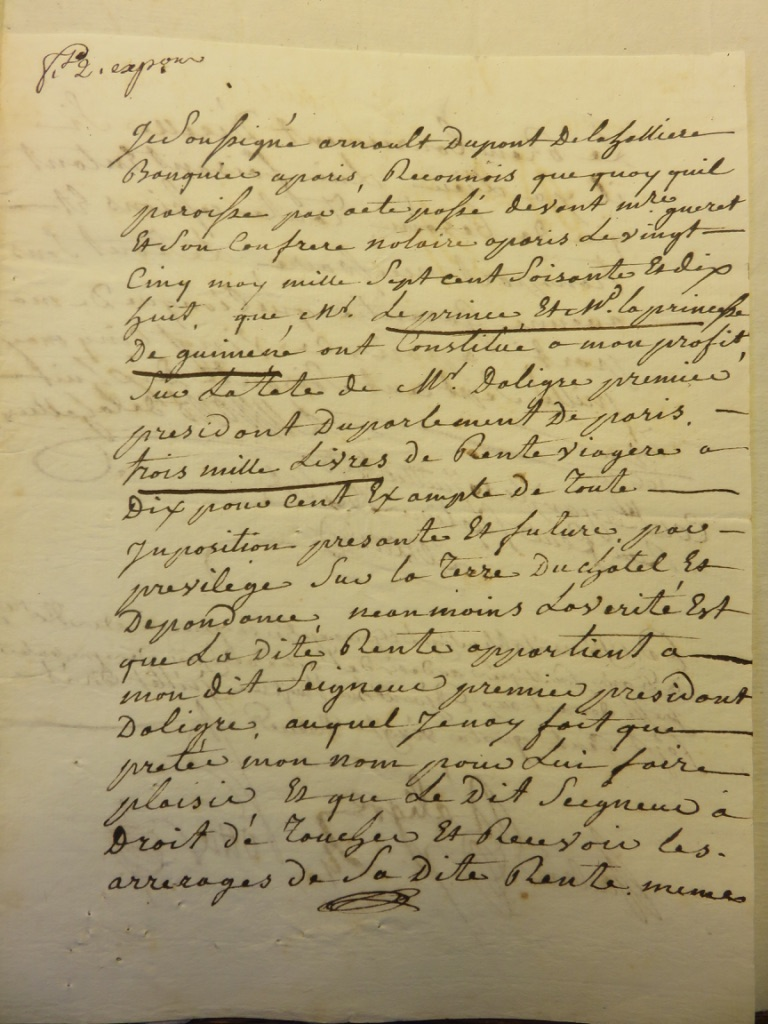
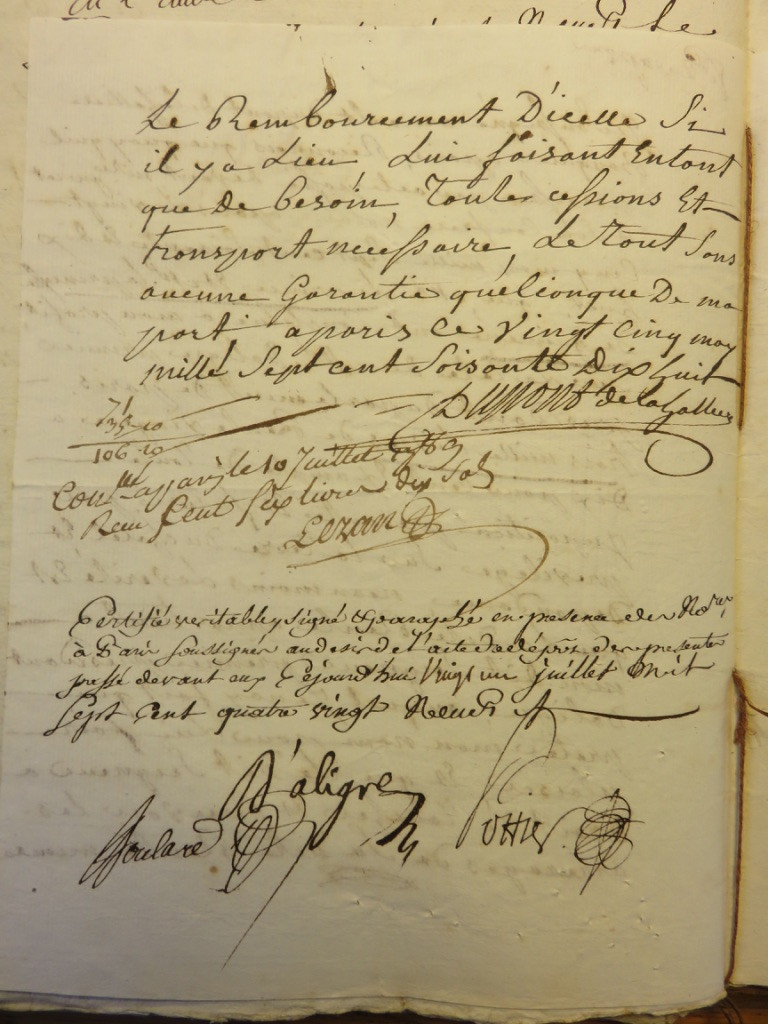

### Armand-Pierre-Claude-Emmanuel Testu de Balincourt

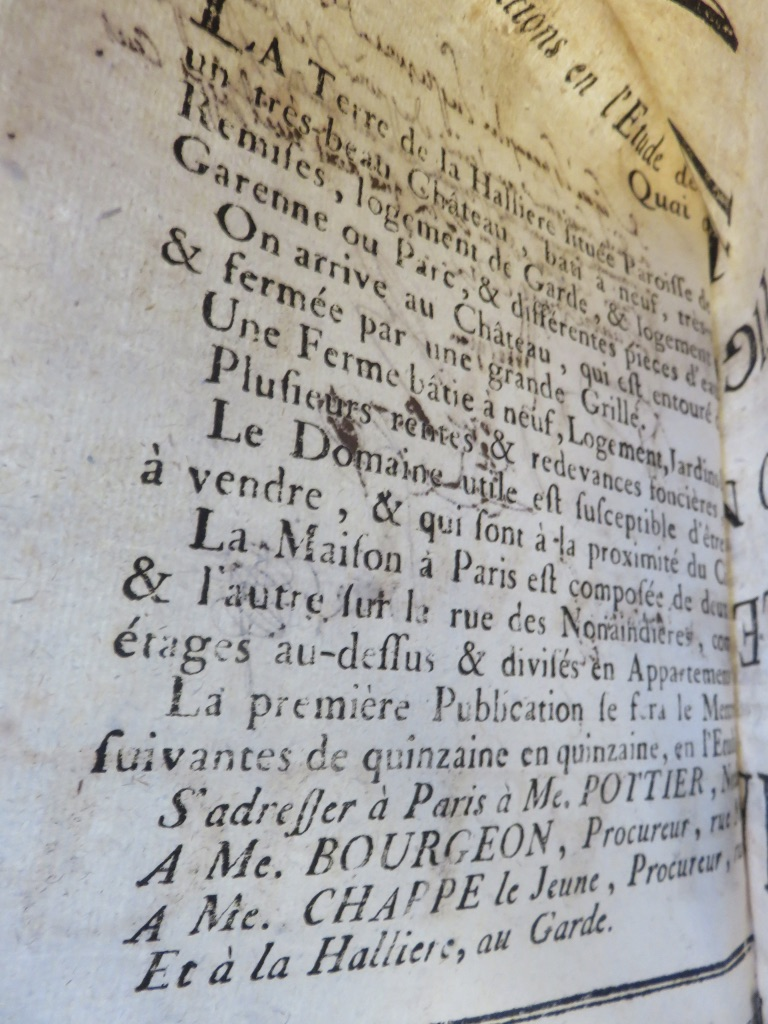
Affiche de l'adjudication pliée dans l'acte notarié de Me Pottier.

Le vicomte de Balincourt l'achète le 29 janvier 1791. L'histoire se répète. Des affiches annoncent l'adjudication de la terre de la Hallière et des deux enchérisseurs, le sieur Grandpierre et le vicomte Testu de Balincourt, c'est le dernier qui l'emporte avec son offre de 75.000 livres.
Le vicomte a alors vingt-neuf ans, il est le fils unique d'Emmanuel-Claude-Placide Testu de Ménouville (1718-1806), baron de Chars, capitaine des grenadiers au régiment de Lyonnais et d'Anne-Marie-Armande de Sailly (1731-1789), tous deux séparés de biens, lui demeurant à Pontoise, elle à Chartres. 
Son oncle Charles-Louis Testu de Balincourt, qui a perdu ses deux fils issus de son premier mariage, l'autorise en 1784 à porter le titre de vicomte Testu de Balincourt. 
À l'instar de son père et de son oncle, maréchal de camp, il poursuit une carrière militaire classique : chevau-léger de la Garde du roi en 1778, officier dans la gendarmerie de France, compagnie de la reine, en 1780, aide de camp de son cousin, le marquis d'Avernes, sous-lieutenant au régiment de Bourbon en 1781, capitaine en 1785, major second en 1788 sous le duc de Bourbon. 
La Révolution met certes un terme à sa carrière mais deux ans auparavant, il a réalisé un riche mariage qui lui ôte tout souci financier. 

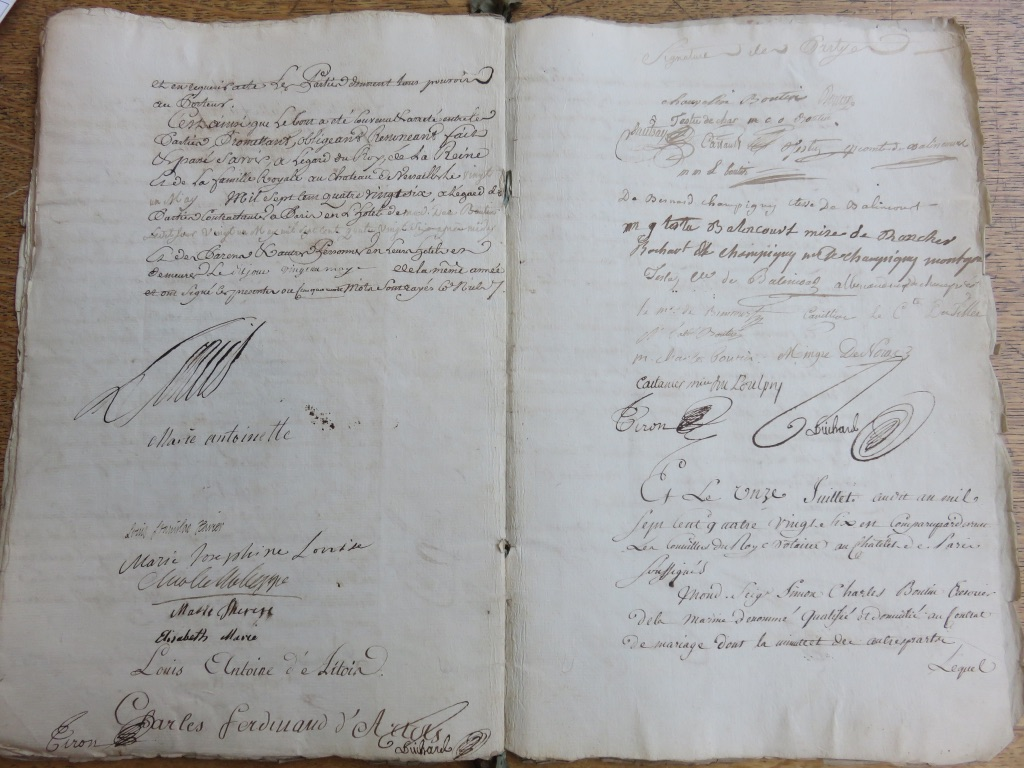
Contrat de mariage en 1786 de M. Armand-Pierre-Claude-Emmanuel Testu de Balincourt et de Mlle Boutin.

Le 21 mai 1786, il épouse Alexandrine-Marie-Charlotte-Olympiade Boutin, fille cadette de Charles-Robert Boutin, ancien intendant de la Généralité de Bordeaux et ancien intendant des Finances. Cette alliance, au-delà des 200.000 livres de dot de la mariée, lui vaut la signature de la famille royale sur le contrat de mariage. Sont témoins, lors de la signature du contrat, les tantes du jeune marié, son oncle et son cousin Charles-Louis-Alphonse du Tillet, alors capitaine de cavalerie au régiment dauphin. Il est convenu qu'il recevra de ses parents une rente de 4600 livres par an dont 2000 provenant des revenus de la Terre de Gland proche de Châteauneuf-en-Thymerais que lui cède sa mère et qu'il vend, le 29 novembre 1788, moyennant 35 000 livres.
Quand il acquiert la Hallière, il sait qu'il achète un château et une ferme bâtis à neuf et que le domaine est susceptible d'être agrandi par l'achat en biens nationaux de terres limitrophes, propriété du clergé. Cet argument de vente figure en effet sur l'affiche de l'adjudication. 
Il achète d'avril à juin 1791 la ferme du Romphaye (75 000 livres), celle des Phayes (16 000 livres), du Bois Roüy (31 500 livres) et du Guay (20 000 livres), sans compter le moulin et ses terres (93 000 livres), des landes, bruyères et bois (30.000 livres). L'investissement total se monte à la somme importante de 340 500 livres. Pour l'un des lots, il est représenté par François Marreau, procureur-syndic de la commune, chargé du contrôle des biens nationaux. 

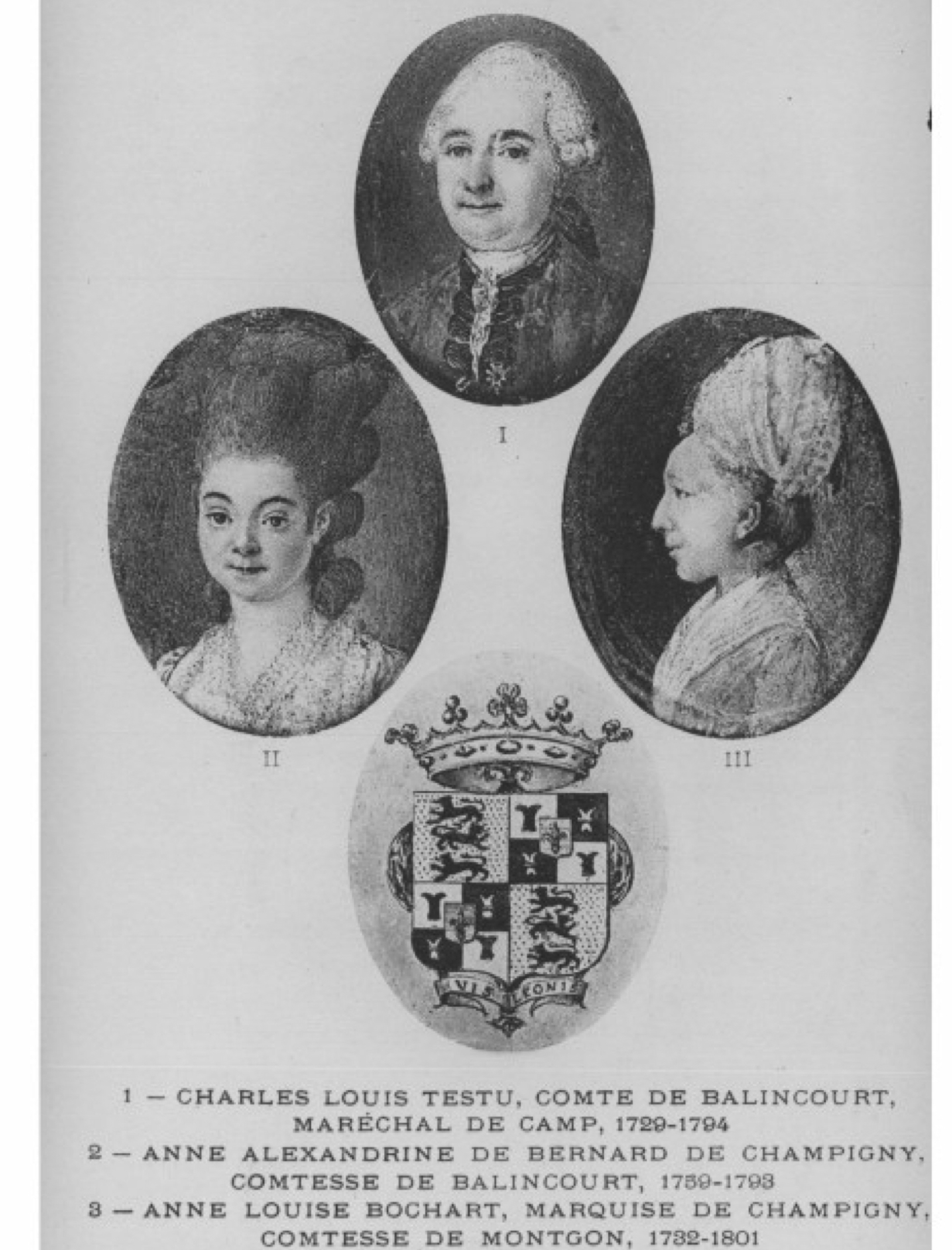
Portrait du comte Charles-Louis Testu de Balincourt et de sa seconde épouse.

Quatre enfants naissent entre 1787 et 1794, les deux premiers à Paris, les deux derniers en Eure-et-Loir, en pleine période révolutionnaire. 
En 1790, le curé de Montharville baptise Armand-Claude-Jules-Louis-Joseph, né au château de Vrainville et nommé d'après son parrain, Louis-Joseph d'Albert d'Ailly. 
Pour Rose, née en 1794 sous la Terreur, il n'est plus question de baptême, de prénom composé et de particule. La famille, enregistrée sous le nom de Testu par l'officier d'état civil, se fait discrète, à son domicile rue du petit Beauvais à Chartres. 
La Terreur passée, M. Testu de Balincourt procède à l'achat d'une maison de cinq étages, rue de Verneuil à Paris, le 2 mai 1795 dont il va tirer des revenus en louant appartements et chambres. 
Mais tous les membres de la famille n'ont pas eu sa chance. La mère de son cousin Charles-Louis-Alphonse du Tillet qui a rejoint l'armée de Condé, Charlotte-Geneviève Pellard de Sebbeval de Beaulieu, est morte sous la guillotine en 1793. Sa tante, Anne-Alexandrine Bernard de Champigny est morte à la prison de Sens, le 16 brumaire an II (6 novembre 1793) à l'âge de 34 ans. Le frère de son beau-père, Simon-Charles Boutin, a péri sous la guillotine le 14 thermidor an II (22 juillet 1794) à l'âge de 74 ans. 
Le prestigieux hôtel Boutin, étant en indivision, a été sauvé de la confiscation. Le tiers détenu par Simon-Charles a été acheté en 1796 par ses nièces. Le 9 brumaire an VI (30 octobre 1797), la vicomtesse de Balincourt cède sa part à sa sœur Marie-Madeleine-Louise, épouse de Jean-Paul Combarel de Vernège, moyennant la somme de 20 000 livres payée comptant. 
Quelques jours après, le 17 brumaire, le couple Testu qui a tourné le dos à la Hallière loue contre la somme annuelle de 2000 livres le château de Mérantais à la veuve désargentée de Louis-Adrien Prévost d'Alincourt. Le bonheur est de courte durée puisque Marie-Charlotte-Olympiade meurt le 12 mai 1800, âgée de seulement 33 ans. 

### Gabriel-Étienne Dutillet
Le 3 décembre 1794, la Hallière, avec une grande partie de son mobilier, est vendue par M. Testu qui se dit désormais négociant à Paris. L'acheteur est Gabriel-Étienne Dutillet, domicilié à Chartres. Le château appartient encore de nos jours à la famille.

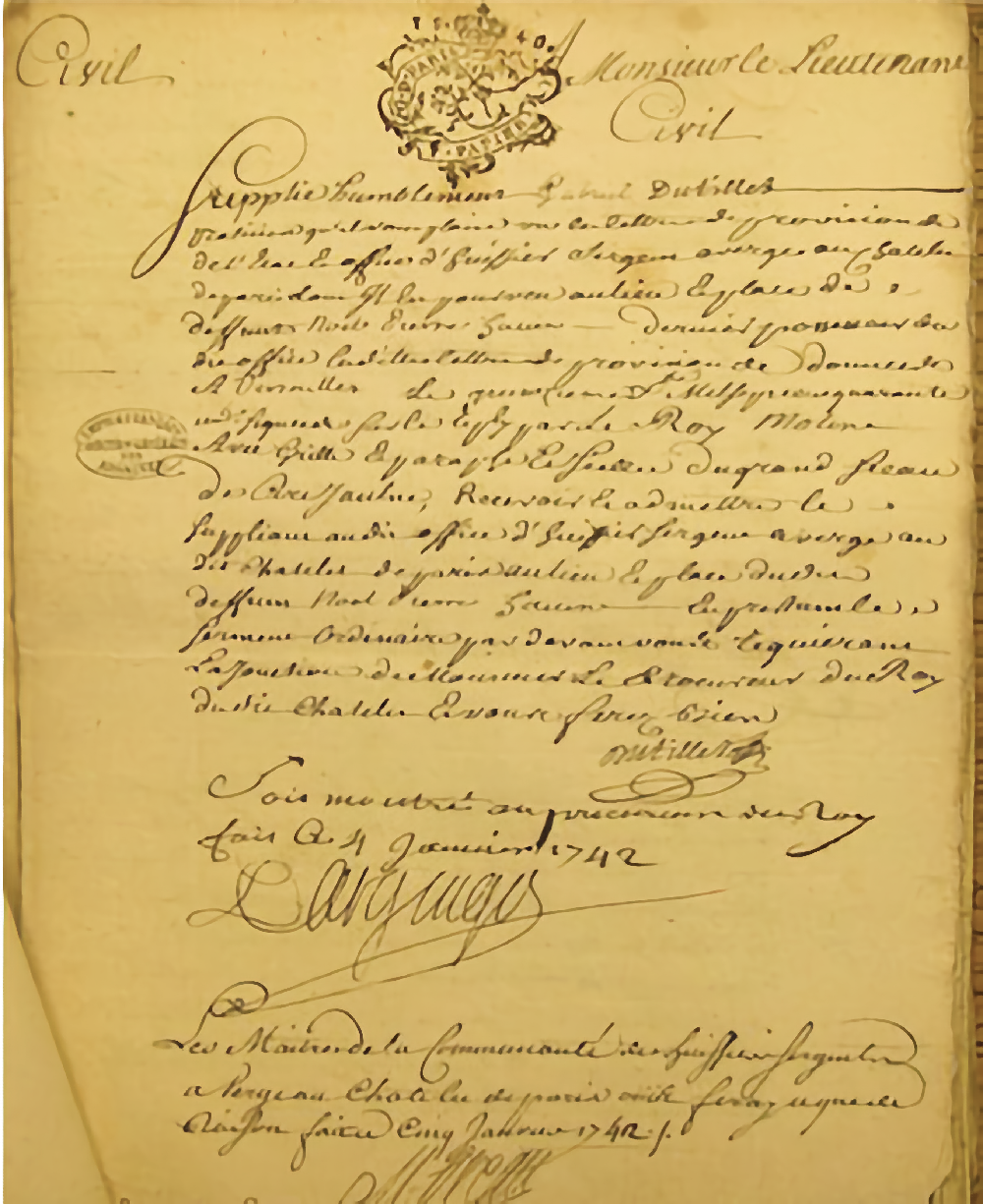
Achat de l'office d'huissier et de sergent à verge en 1742 par Gabriel Dutillet.

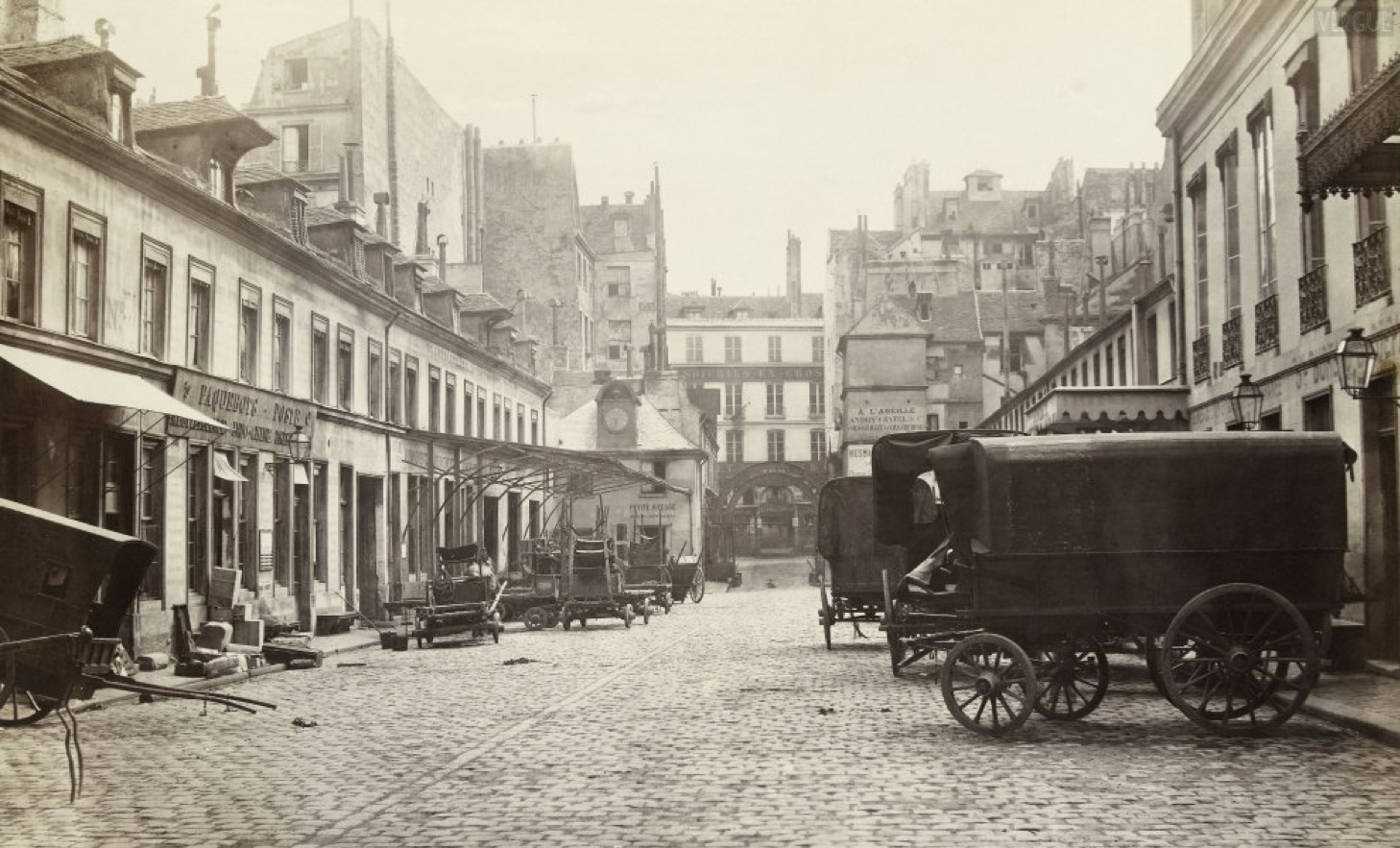
Cour des messageries impériales de Paris vers 1865 (photo de Charles Marville).

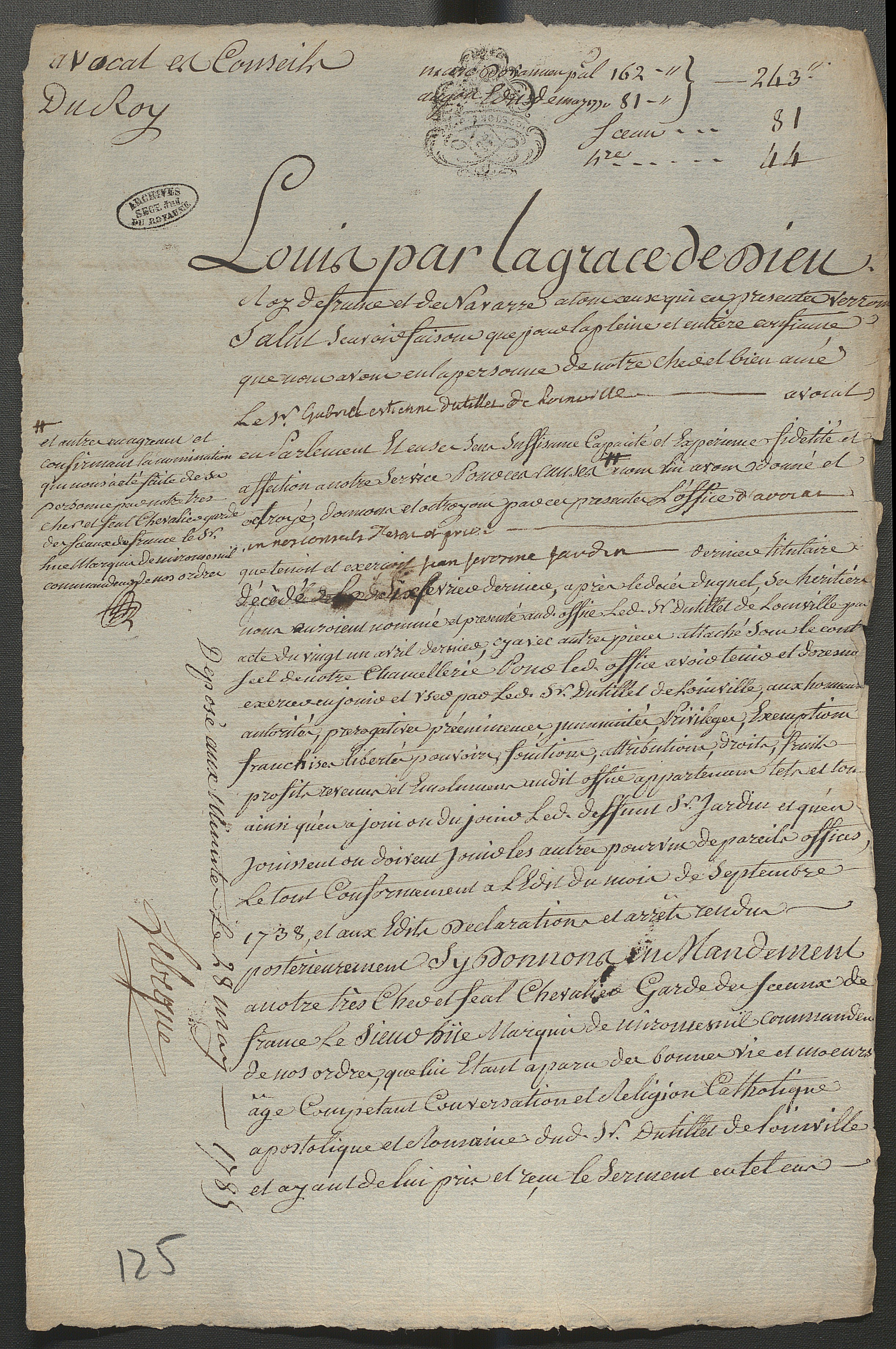
Achat de l'office d'avocat au conseil du roi en 1785 par Gabriel-Etienne Dutillet de Loinville.

L'acheteur dénommé Dutillet n'est pas apparenté aux du Tillet de Montramé, cousins de M. Testu de Balincourt. Né le 21 mai 1758, à Chartres, paroisse Saint-Saturnin, il est le cadet d'une fratrie de 5 enfants : Gabriel Mathurin (1749), Anne-Marie-Catherine (1750), Jean-Gabriel (1752), Michel-Gabriel (1753). Il est issu d'une famille roturière de marchands qui s'est hissée à la bourgeoisie de robe. Gabriel Dutillet, praticien, a acheté le 9 janvier 1742 l'office d'huissier et de sergent à verge au Châtelet de Paris. Propriétaire de fermes et de terres labourables dans la région chartraine, il achète en 1758 celle de Loinville située dans la paroisse de Champseru pour laquelle il s'acquitte  de la taxe des francs-fiefs au profit du chapitre de la cathédrale de Chartres. Il meurt le 20 mai 1778 en présence de son fils, Jean-Gabriel, huissier et sergent à verge , de son beau-frère, marchand de bois et de son neveu, marchand drapier. Gabriel-Etienne, quant à lui, suit le cursus universitaire de trois ans nécessaire pour devenir avocat en parlement. Par lettre de provision le 28 mai 1785, il devient avocat aux conseils du roi. C'est une étape décisive dans son ascension sociale. Il se fait inscrire au barreau sous le nom de Dutillet de Loinville. Mais la Révolution éclate et supprime  les offices vénaux en 1791 ainsi que le titre d'avocat. Lorsque la société des Messageries Impériales est fondée le 24 mars 1809, il y entre comme  administrateur-adjoint, ce que confirme la matrice de rôles pour la constitution foncière à Digny. 
Il a 29 ans quand il épouse le 11 janvier 1787 Louise-Adélaïde Turpin qui n'a que 15 ans. Elle a perdu sa mère trois ans auparavant et a hérité d'elle, en tant que fille unique de Gérard-Maurice Turpin, avocat en parlement et au conseil du roi, et d'Eléonore-Sophie-Jeanne la Grange de Chécieux. Le 15 septembre 1798, elle demande  le divorce et se remarie le 12 octobre 1799 avec Julien-Suzanne Maugars, fils de Denis-Jacques Maugars, procureur à Chartres. Ils ont tous les deux 27 ans et l'époux est alors commissaire du pouvoir exécutif auprès de l'administration de Chartres. M. Dutillet se remarie le 5 août 1806 avec Mélanie Rotrou, âgée de 33 ans, divorcée le 30 juin 1797 de Pierre-Joseph Marie de Saint-Ursin. Lui aussi est issu d'une famille chartraine de la bourgeoisie de robe qui a ajouté au patronyme Marie le nom d’une propriété familiale. C'est un touche-à-tout : à la fois médecin, secrétaire de diverses associations, critique théâtral, journaliste et rédacteur, amateur d’art et de gastronomie. Révolutionnaire, en conflit avec les plus enragés des sans-culottes, puis bonapartiste. Engagé comme médecin militaire, il suit l'armée napoléonienne en Russie et est fait prisonnier à Vilna le 10 décembre 1812. Après son retour de captivité, il obtient en 1816 son dernier poste de médecin à l'hôpital de Calais grâce à sa persévérance et aux appuis de M. Dutillet et du baron René-Nicolas Dufriche Desgenettes, également médecin militaire fait prisonnier à Vilna. 
Une fille, Egérie de Saint-Ursin, est née du premier mariage. Un fils, Gabriel, naît du second mariage. Le 19 mai 1833, Gabriel-Etienne Dutillet décède en son domicile parisien, 20 rue de l'Université, à l'âge de 75 ans, léguant la Hallière à son fils Gabriel qui s'éteint à l'âge de  97 ans, le 22 février 1902. Son fils Gabriel-Étienne-Fénelon du Tillet (1850-1928), attaché au ministère des Affaires étrangères, épouse le 5 avril 1876 Jeanne-Julie-Félicité Dagault, riche héritière, petite-fille de Joseph Grandval, industriel de Marseille qui a construit sa fortune dans le raffinage du sucre. C'est un double mariage puisque Louise-Alphonsine Dagault épouse Jehan-Gabriel de Nouë, alors lieutenant au 18e régiment de dragons, fils de Léon-Valérien de Nouë, général de division et grand-officier de la Légion d'honneur. Du mariage de M. du Tillet avec Mlle Dagault, décédée à 24 ans, naissent deux enfants dont Gabriel-Étienne-Ludovic (1877-1966) qui fera la guerre de 1914-1918 et sera, pour sa bravoure et son courage, nommé chevalier puis officier de la Légion d'honneur. 
De génération en génération, les garçons perpétuent la tradition en portant le prénom de Gabriel.

## Le château, théâtre d'événements

### Sous la Révolution
Branssier, garde-chasse du château de la Hallière, fait publier en 1790 à son de tambour dans Digny que le lundi de Pâques, il fera tirer publiquement à pavois au château tous ceux qui se présenteront armés d'un fusil et que le prix accordé à celui qui tirera le mieux sera un fusil à deux coups. Le Procureur de la commune en décide autrement en interdisant cette manifestation pour la raison qu'à Senonches, un jeune homme a été tué ce même mois par l'imprudence d'un autre, armé d'un fusil sans savoir le manier.

### Sous le Second Empire
Le corps des pompiers, avec à sa tête le maire, M. Delorme, rend sa visite annuelle au château. Une chanson est composée en 1861 sur l'air de Mon Dieu, qu'il est petit . L'auteur met en valeur le comte de Nouë, commandant de l'ordre d'Isabelle la catholique qui a joué un rôle dans la défense de l'état pontifical menacé par l'édification de l'unité italienne. 
1- Eh! quoi, du côté de Digny, le canon tonne et nous étonne. Des soldats viennent... Les voici.Vont-ils mettre le siège ici?
2- Mais le comte de Noue est là. Comme guerrier, c'est un fier homme. Le général nous défendra, puisqu'il a bien défendu Rome. Il a bien su défendre Rome.

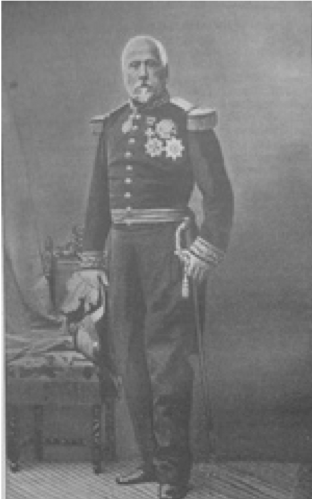
Le général Léon Valérien de Nouë (1805-1885).

3- Non, ces artilleurs de Digny, musique en tête, sont en fête. Mesdames, tenez, les voici. Bébé, ne tremble pas ainsi!
4- Pour leur uniforme incomplet, un jour, il fit une dépense. Depuis chez M. Du Tillet, ils font une reconnaissance, ils viennent par reconnaissance.

### Pendant la guerre franco-prussienne
Le curé de Digny fait le récit des combats entre soldats prussiens et français dans son village. L'armée allemande qui a conquis Chartres le 21 octobre 1870, s’avance vers Digny le 18 novembre. Elle brûle trois maisons à Ardelles et plusieurs granges et bergeries. Digny est âprement défendu mais à 6 heures du matin, il faut bien s’avouer vaincu et laisser entrer une avalanche de Bavarois. Les hommes du Corps d’Armée du Grand-Duc de Mecklembourg envahissent les rues et les maisons dont ils chassent les habitants pour s’y loger et les piller. Ce ne sera pas le seul passage des troupes ennemies, il y en aura un autre en mars 1871.
Au château, le corps des francs-tireurs de l'Hérault qui y a été cantonné à la fin du mois d'octobre puis du 12 au 18 novembre 1870 doit battre en retraite. M. du Tillet n'est pas au château, il a rejoint la famille du général de Nouë à Nantes et a confié l'administration du château à son régisseur, Alphonse Cachin. Il lui aurait dit : «Voici une barrique de vin qui a été mise en bouteilles. J'entends qu'on en donne aux militaires qui en ont en besoin, même aux Prussiens.» Dans une lettre du 12 janvier 1872 à son maître, le régisseur accuse le commandant Rey de Bellonnet, responsable du bataillon des francs-tireurs, de vol, déprédations, consommation indue de paille, bois et vin et même de l'organisation de parties de chasse. Le général de Nouë fait traduire le commandant devant le conseil de guerre qui se tient les 20, 21 et 22 mars 1872 à Bordeaux. Le commandant Rey se défend et est acquitté. Il lit le passage d'une lettre où le régisseur dit avoir été « heureux que les Prussiens vinssent le délivrer des francs-tireurs » et il conclut par ces mots « La nuit de notre départ, il arrachait de son chapeau les plumes et sa cocarde tricolore, mettait sa casquette de piqueur et faisait éclairer toutes les fenêtres du château pour recevoir les Prussiens et dresser la table.»
Dans un autre récit , celui de l'arrière-petit-fils de Charles-Marie Tresvaux du Fraval qui a servi auprès du commandant Perrot, la Hallière aurait été le théâtre d'une réception somptueuse alors que les combats faisaient rage dehors. Là encore, le commandant Rey de Bellonnet  aurait orchestré la réception. Mais cette fois, M. du Tillet exprime ses doutes sur la véracité des souvenirs et parle d'une confusion entre le château des Vaux et celui de la Hallière.

### Au XXesiècle

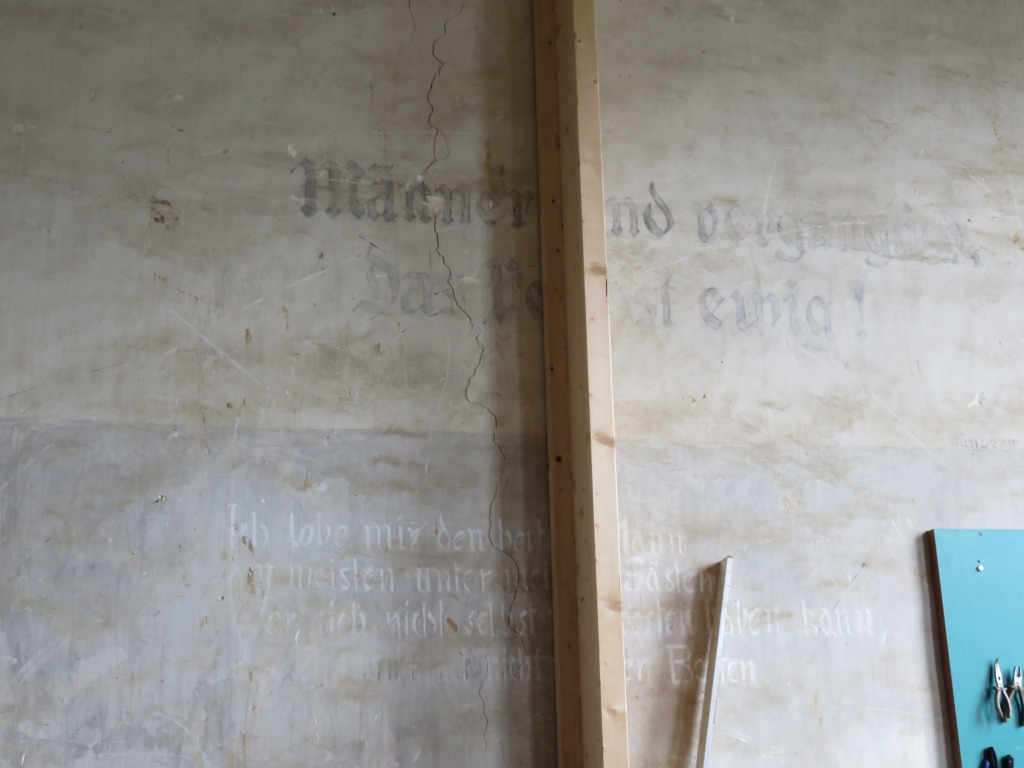
Inscription en allemand dans l'orangerie du château.

Dans l'orangerie du château, on remarque encore une inscription en allemand qui laisse penser que d'autres soldats allemands ont investi le château et, dans leur désœuvrement, couvert le mur de maximes comme celle-ci :« Männer sind vergänglich, das Volk ist ewig », en français : « Les hommes sont éphémères, le peuple est éternel. » En dessous, ont été ajoutés quelques vers de Johann Wolfgang Goethe. 
Ich lobe mir den heitern Mann
Unter meinen Gästen
Wer sich nicht selbst zum besten haben kann,
Der ist gewiss nicht von den besten.
En français :                   
Celui que j'apprécie le plus, parmi mes invités,
est l'homme enjoué.
Celui qui est incapable de se moquer de soi
Ne compte pas parmi les meilleurs.